# Aries (revista)
Aries: Journal for the Study of Western Esotericism es una revisada por pares revista académica dedicada al estudio académico e histórico del esoterismo occidental. Es publicada por Brill en nombre de la European Society for the Study of Western Esotericism. De 2001 a 2010, el editor en jefe fue Wouter Hanegraaff. El editor en jefe actual es Egil Asprem. Se publican dos números al año; en los últimos años el primero suele ser un número monográfico, dedicado a un tema específico propuesto por un editor invitado.
La editorial Brill define la revista de esta forma:

Aries es la primera revista académica dedicada específicamente al estudio del esoterismo. La revista publica trabajos académicos, tanto empíricos como teóricos, sobre todos los aspectos de las corrientes esotéricas desde la antigüedad hasta la actualidad, sin restricciones geográficas ni culturales, y desde una variedad de enfoques en las humanidades y las ciencias sociales. El esoterismo se entiende de manera pragmática como un término genérico que abarca una variedad de corrientes históricas, entre las que se incluyen, entre otras, el gnosticismo, el hermetismo, la teurgia, la ciencia islámica de las letras, las «ciencias ocultas» (magia, alquimia, astrología), la cábala, el paracelsismo, el rosacrucismo, la teosofía, el iluminismo, el espiritismo y el ocultismo, el tantra y el yoga, la investigación psíquica, el tradicionalismo, el neopaganismo, las espiritualidades alternativas, la conspiritualidad, la ocultura popular, etc. Aries es una revista doble ciego revisada por pares que publica artículos y reseñas de libros en inglés, francés, alemán e italiano. Publicada bajo los auspicios de la Sociedad Europea para el Estudio del Esoterismo Occidental (ESSWE).

## Historia
Un antecedente de la revista fue fundado en 1983 por Antoine Faivre y Roland Edighoffer con el título ARIES. Este nombre era un acrónimo de «Association pour la Recherche et l’Information sur l’Ésotérisme».
En 2001, esta publicación fue relanzada con su título actual por la editorial Brill.